# Ernst Lindner (Politiker)

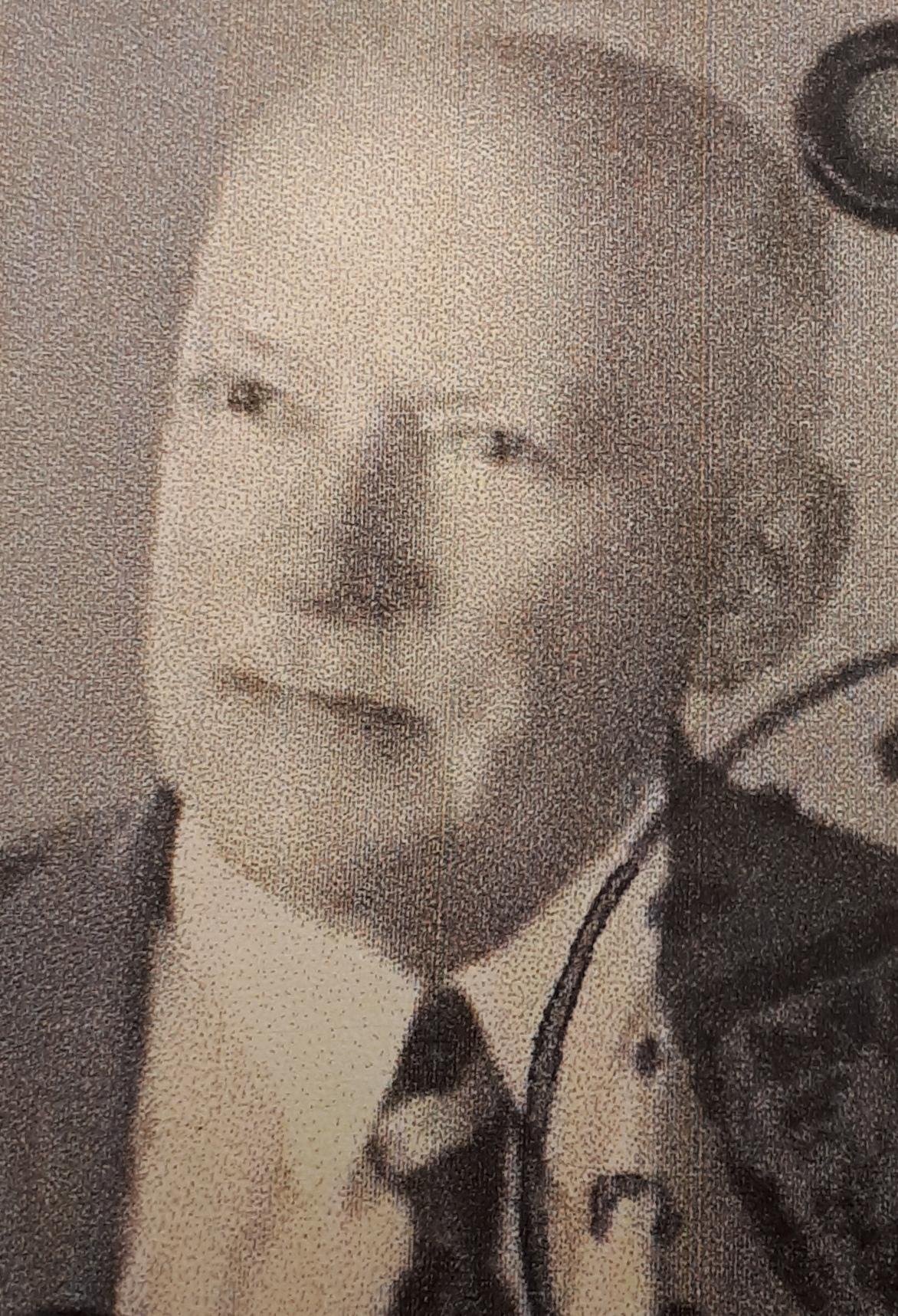
Ernst Lindner, 1907 bis 1933 zunächst erster Bürgermeister, dann Oberbürgermeister von Rathenow

Ernst Lindner (* 30. November 1873 in Graudenz; † 5. März 1953 in Lindau im Bodensee) war ein deutscher Politiker (Nationalliberale Partei, Deutsche Volkspartei). Der Jurist war von 1907 bis 1918 Erster Bürgermeister, von 1918 bis 1933 Oberbürgermeister der Stadt Rathenow. In den 1920er Jahren war er zudem Landtagsabgeordneter und Preußischer Provinzialrat der Provinz Brandenburg. Weil er sich weigerte, der NSDAP beizutreten, wurde er aus seinem Amt entlassen.

## Leben

### Jugend und Studium
Lindner wurde als Sohn des Kolonialwaren-Kaufmanns Johannes Friedrich Lindner und seiner Ehefrau Antonie Bertha Clara Lindner geboren. Väterlicherseits stammt er von Salzburger Exulanten ab, mütterlicherseits von Hugenotten. Er hatte vier Geschwister: Arthur (1864), Paul (1865), Hedwig (1870) und Helene (1878). Grundschule und Gymnasium besuchte Lindner zunächst in Graudenz. Nach dem Umzug der Familie nach Danzig im Jahr 1881 absolvierte er dort 1894 sein Abitur am Städtischen Gymnasium. Anschließend studierte er innerhalb von sechs Semestern Rechtswissenschaften in Freiburg im Breisgau, Berlin, München und Königsberg in Preußen.

### Kommunalpolitiker
Seine juristische Karriere begann er nach dem Zweiten Staatsexamen als Hilfsrichter am Landgericht Thorn. Später wechselte er als juristischer Hilfsarbeiter zum Magistrat von Danzig. Kommissarisch übernahm er eine Stadtratstelle in Posen. 1904 war er Stadtsyndikus in Brandenburg an der Havel.
Am 1. April 1907 wählte die Rathenower Stadtverordneten-Versammlung Lindner zum Ersten Bürgermeister der Stadt. Am 28. Oktober 1918, ein halbes Jahr vor Ablauf seiner regulären Amtszeit, wählten die Stadtverordneten ihn auf Lebenszeit zum Oberbürgermeister der Stadt Rathenow. 1921 wurde zu einem der fünf ordentlichen Mitglieder des Provinzialrates der Provinz Brandenburg durch den Brandenburgischen Provinzialausschuss gewählt. Lindner wurde für die Deutsche Volkspartei in den Brandenburgischen Provinziallandtag gewählt. Im Februar 1930 legte er sein Amt nieder. Sein Nachfolger als Landtagsabgeordneter wurde Max Neumann aus Königs Wusterhausen. 1925 war er Mitglied des Aufsichtsrats der Brandenburgischen Städtebahn A.-G., Berlin, der Märkische Elektricitätswerk A.-G., Berlin und der Emil Busch A.-G. Optische Industrie in Rathenow. In letztgenanntem Aufsichtsrat saß Lindner noch im Jahr 1929.

### Nazi-Gegner
Nach der Machtergreifung der Nationalsozialisten, weigerte sich Lindner, der NSDAP beizutreten. Ein im März 1933 eingesetzter Untersuchungsausschuss der Rathenower Stadtverordnetenversammlung warf ihm mit NSDAP-Mehrheit eine Veruntreuung öffentlicher Gelder vor. Tatsächlich handelte es sich um einen Kredit der Stadt für den sozialen Wohnungsbau am Friedrich-Ebert-Ring. Am 10. April 1933 entließ ihn der nationalsozialistische Oberpräsident von Brandenburg-Berlin, Wilhelm Kube, aus dem Amt des Oberbürgermeisters. Am 20. Juli 1933 wurde Lindner in seiner Wohnung verhaftet. Nationalsozialisten trieben ihn mit auf dem Rücken gefesselten Händen durch die Straßen von Rathenow. Ihm wurde ein Schild mit beleidigenden Parolen umgehängt und er wurde schwer misshandelt. Erst das Eingreifen des Reichswehr-Rittmeisters Erdmann und eines Polizeibeamten beendete das ungesetzliche Treiben. Die nationalsozialistischen Parteifunktionäre Lasch und Schmah zwangen Lindner und seine Familie, in derselben Nacht Rathenow zu verlassen.
Im Oktober 1933 wurde Lindner vom Preußischen Innenministerium in den Ruhestand versetzt. Bis 1940 lebte er in Berlin-Charlottenburg.

### Posthume Ehrung
Die Stadtverordnetenversammlung der Stadt Rathenow beschloss am 30. Oktober 2019, einer neuen Straße zwischen Bahnhofstraße und Schollstraße den Namen "Ernst-Lindner-Straße" zu geben.

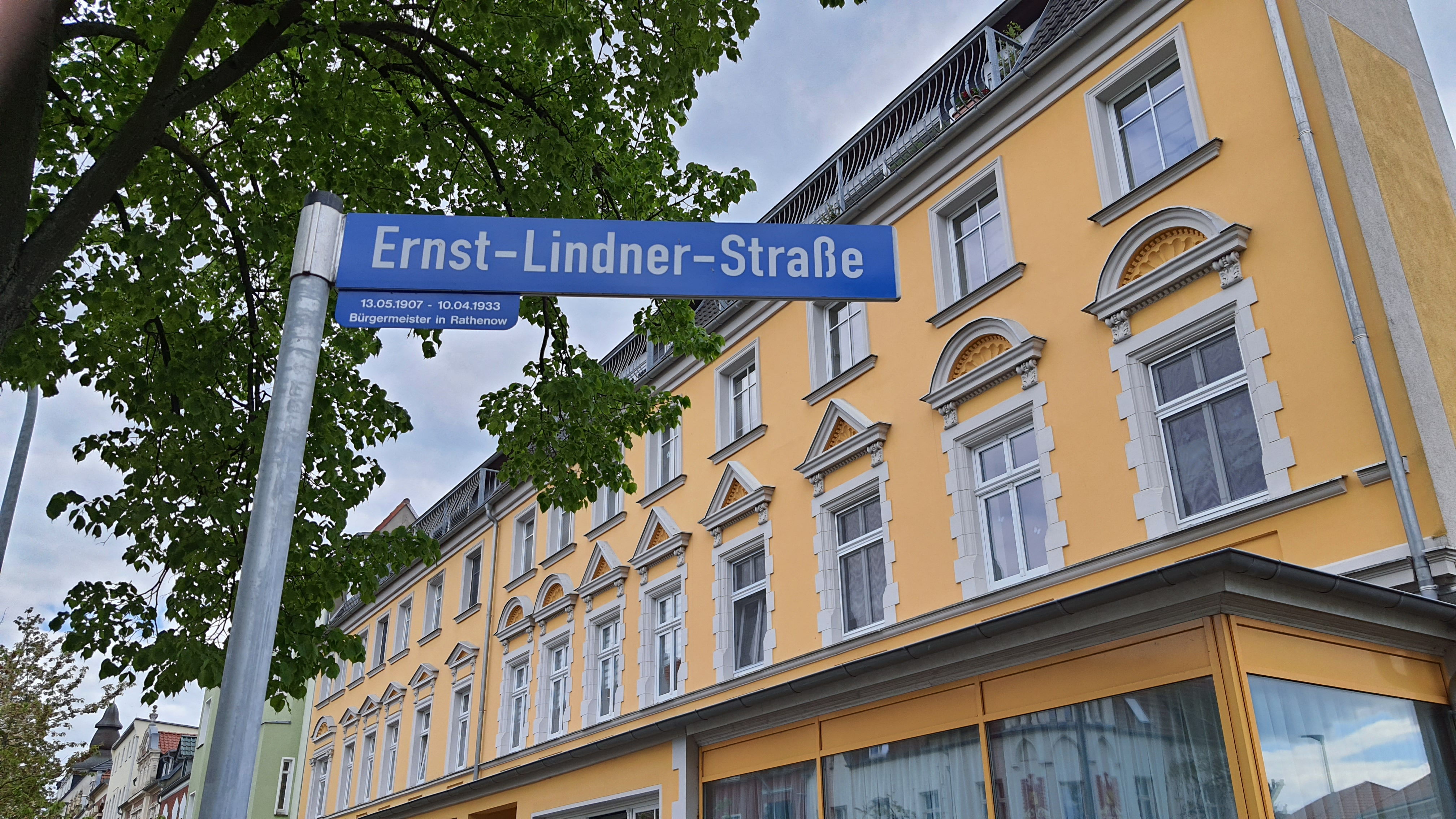
Ernst-Lindner-Straße in Rathenow

### Privatleben
Lindner war von 1904 bis zu ihrem Tode 1940 mit Margarete Tilsner verheiratet. Sie hatten eine gemeinsame Tochter, Irmingard (* 1909). Lindner war Mitglied des Gemeindekirchenrats und Patronatsvorsteher der protestantischen Sankt-Marien-Andreas-Gemeinde in Rathenow.